# 野蘿蔔
野蘿蔔（学名：Raphanus raphanistrum）又名野芥菜，是一種屬十字花目十字花科的根類開花植物，包括了其亚种萝卜（R. r. subsp. sativus），一般被视为萝卜的「祖先」（原生形态）。

## 分布与习性
野芥菜原產於亞洲（亦有指原產於地中海，但被帶到世界各地），但由於其極強侵入性的特質，這種植物目前在澳大利亞蔓延，經常都在路旁或其他荒廢地被發現，被當地政府歸為要消除的入侵物种。
這種植物亦有在美國東南部生產，花色通常都是淡黃色，在冬季有時會遍佈整個田野。由於其外貌與芥辣很相似，所以經常被誤認。野芥菜是花粉傳播物種的重要花粉來源，特別是在冬季時的西方蜜蜂。
野蘿蔔是一種一年生或兩年生的植物。

## 外部連結
- Jepson manual treatment of the genus （页面存档备份，存于）
- USDA PLANTS data base entry （页面存档备份，存于）
- Comprehensive profile for Raphanus raphanistrum from the website MaltaWildPlants.com